# Curt Heinrich von Tottleben

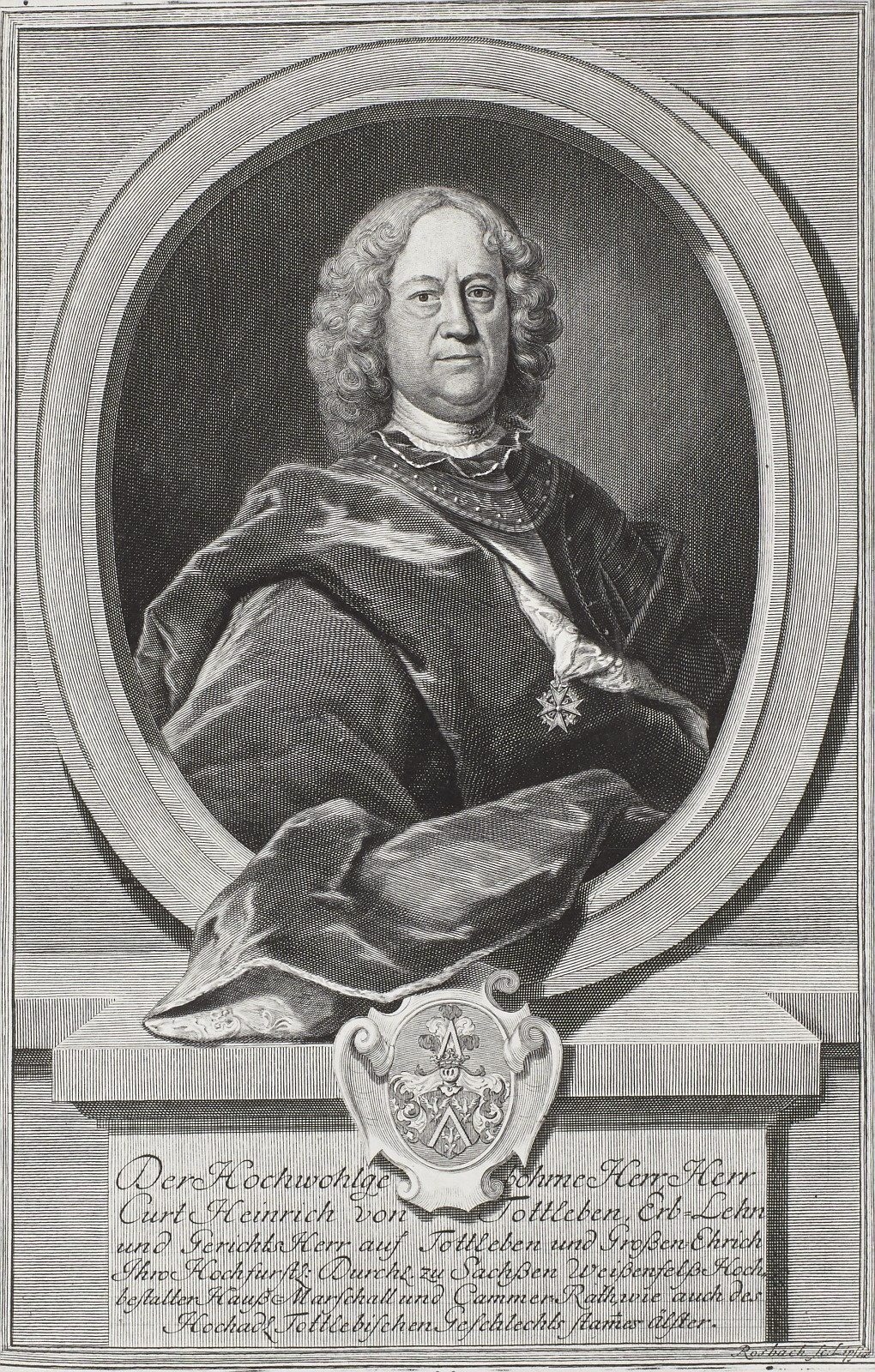
Curt Heinrich von Tottleben

Curt Heinrich von Tottleben (* 18. August 1661 in Tottleben; † 30. Juli 1724 ebenda) war ein sachsen-weißenfelsischer Hausmarschall und Kammerrat.

## Leben
Er stammte aus dem in Tottleben ansässigen Adelsgeschlecht von Tottleben. Aufgrund von Schulden sah sich ein Großvater gezwungen, zum dortigen Rittergut gehörige sexhas Hufen Landes an Grundstücke an Melchior von Grießheim zu verkaufen, die Curt Heinrich von Tottleben später zurückkaufte, nachdem sich seine finanzielle Situation durch die Übernahme eines ertragreichen Amtes am Hofe des Herzogs von Sachsen-Weißenfels stabilisiert hatte. Als Kammerrat und Hofmarschall war er viele Jahre in Weißenfels tätig. Zu seinen Besitzungen zählten auch Lehnstücke in der Herrschaft Tautenburg. Auch an den Gütern seiner Tottleben-Neffen hatte er am Lehnhof Dresden die Mitbelehnung für den Fall des Aussterbens in männlicher Linie erreicht. Sein Gut in Tottleben war hingegen ein Weiberlehen und somit waren auch seine Schwestern Miteigentümer des Gutes in Tottleben.

## Familie
Curt Heinrich von Tottleben war verheiratet mit Johanna Sidonia geb. Janus von Eberstädt und hinterließ bei seinem Tode vier unmündige Töchter und die beiden Söhne Gottlob Curt Heinrich (9 Jahre) und Oswald Lebrecht. Lehnsvormund für ihn wurde 1725 der Leutnant Christian Wilhelm von Schörbrandt auf Kirchheilingen. Nach dessen Tod wurde 1729 als neuer Vormund der Bürgermeister in Tennstedt, Johann Heinrich Werther, vom kurfürstlichen Hof bestätigt. Sein ältester Sohn Gottlob Curt Heinrich erlangte durch die russische Einnahme Berlins im Jahre 1760 Bekanntheit, nachdem er zuvor bereits als Günstling des polnischen Königs und sächsischen Kurfürsten Friedrich August II. die Erhebung in den Grafenstand unter Überspringung des Freiherrenstandes erreicht hatte.